# Лениц (станция)
Лениц — железнодорожная станция, находящаяся в одноимённом районе города Ораниенбурга, ФРГ. Была открыта 10 апреля 1877 года. Электрифицирована в 1925 году. Состоит из одной высокой пассажирской платформы, на которой останавливаются электропоезда S-Bahn единственного маршрута "S1" (отправляются/прибывают 3 раза в час). Поезда регионального сообщения остановку на данной станции не делают.